# Sapinuwa
Sapinuwa (en ocasiones Shapinuwa; hitita: Šapinuwa) fue una ciudad hitita de la Edad del Bronce ubicada cerca de la moderna Ortaköy en la provincia de Çorum en Turquía, a unos 70 kilómetros al este de Hattusa. Fue uno de los principales centros religiosos y administrativos hititas, base militar y residencia real ocasional. El palacio de Sapinuwa se menciona en varios textos de Hattusa .

## Excavaciones

Mapa de la Anatolia hitita que muestra Ortaköy-Sapinuwa

Ortaköy fue identificado como ubicación de la antigua Sapinuwa después de que un granjero local se pusiera en contacto con el Museo Çorum al encontrar dos tablillas cuneiformes de arcilla en su campo. Esto llevó a una prospección en 1989 y a más descubrimientos.
La Universidad de Ankara obtuvo rápidamente el permiso del Ministerio de Cultura para comenzar la excavación, que tuvo lugar en 1990, bajo la dirección de Aygül y Mustafa Süel.
En primer lugar se excavó el edificio A y, en 1995, el edificio B. El edificio con ortostato de estilo Yazılıkaya y carbón vegetal del siglo XIV a. C. fue excavado después del año 2000. 
En la primera región excavada se encontró un edificio de paredes ciclópeas denominado "Edificio A", del que se han extraído un total de 5.000 tablillas y fragmentos, que datan de la época de Tudhaliya II (c. 1360 – 1344 a. C.). Las tablillas se hallaban almacenadas en tres archivos separados en un piso superior, que se derrumbó cuando el edificio fue incendiado.
En Kadilar Hoyuk, 150 metros al sureste del Edificio A, el "Edificio B" ha resultado ser un depósito lleno de tinajas de barro. Otro edificio presenta un "ortostato que se parece al relieve de Tudhaliya en Yazilikaya ".

### Hallazgos

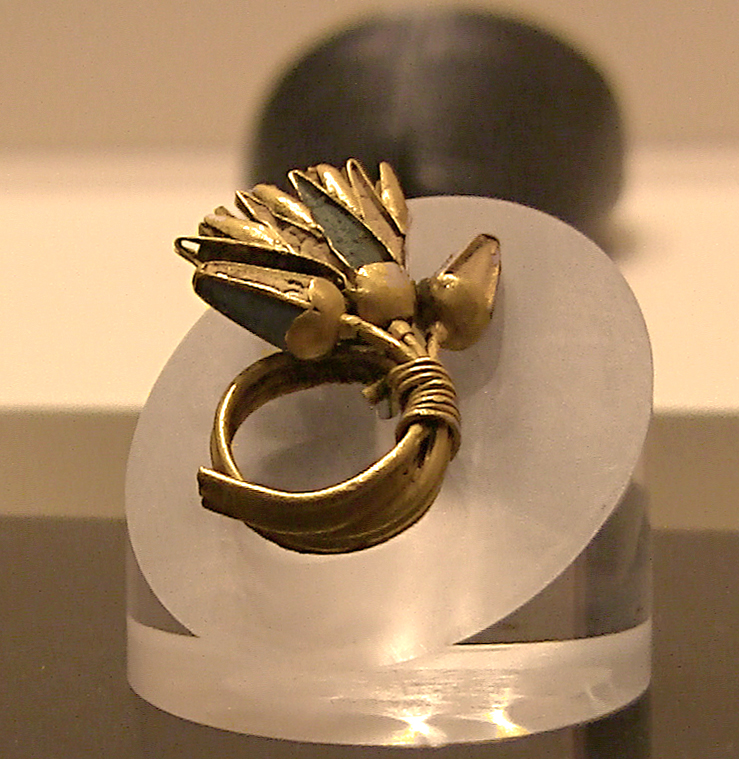
Broche de oro de Sapinuwa, Museo Arqueológico de Çorum, Turquía central

El incendio que destruyó Sapinuwa también dañó su archivo. La mayoría de las tablillas son fragmentarias y deben reconstruirse antes de interpretarlas y traducirlas
La identificación del sitio como Sapinuwa  sirvió para corregir un error en la geografía hitita. Por los archivos descubiertos hasta la fecha en Hattusas, se pensaba que Sapinuwa era una ciudad de influencia Hurrita, por lo que los investigadores del archivo de Hattusas ubicaron a Sapinuwa al sureste de Hattusa. Ahora sabemos que Sapinuwa (y por lo tanto las ciudades asociadas con ella) se encuentra al noreste de Hattusas
Las tablillas del Edificio A están en su mayoría en hitita (1500); pero también en hurrita (600), "hito-hurrita", acadio y hatiano. Además, existen textos bilingües, desconocidos hasta ahora, en hitita/hattiano y en hitita/hurrita; listas de vocabulario en hitita / sumerio / acadio; e impresiones de sellos en jeroglífico luvita. Los textos hititas incluyen muchas cartas, mientras que el hurrita se utilizaba principalmente para los rituales itkalzi (de purificación). Varias de las cartas correspondían a las que se mencionan en el archivo de Maşat Höyük . El dialecto hitita en esa correspondencia era hitita medio, pero el sitio siguió siendo utilizaro durante siglos posteriores..
La primera publicación en inglés de la excavación fue la de Aygul Süel, 2002. En 2014,  el archivo no se había publicado. La primera publicación en inglés fue la de un texto de vocabulario fragmentario que enumera plantas útiles, tal vez una tablilla escolar del siglo XIV a. C., junto con una discusión más detallada sobre el sitio, apareció en Aygul Süel y Oguz Soysal, "A Practical Vocabulary from Ortakoy";  también se publica una carta de una reina.

## Historia

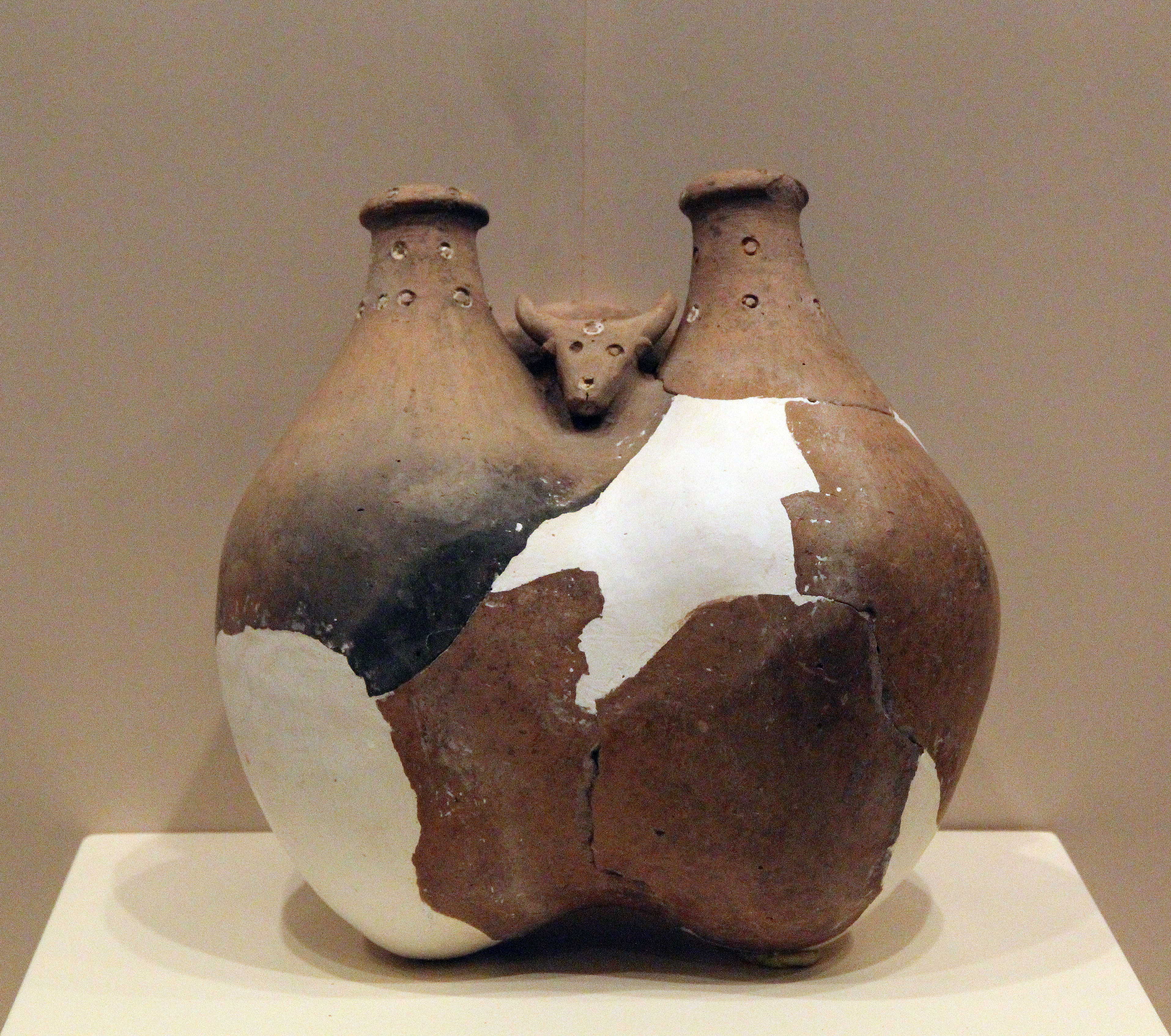
Jarrón de Sapinuwa. Museo Arqueológico Çorum, Turquía central

El sitio está dividido en una Ciudad Alta y una Ciudad Baja. La última se divide en dos distritos principales: la región de Ağılönü y Tepelerarası, separadas por un arroyo que atraviesa la zona. 
Según Erdal Atak,
"La ubicación estratégica de Shapinuwa es muy importante. Las montañas que rodean la ciudad, la meseta que asciende en terrazas en la llanura de Amasya y las fortificaciones que comienzan a 5 km permiten que la ciudad sea fácilmente defendible. Dado que la ciudad es una ubicación clave entre las llanuras de Alaca y Amasya, tan amplia como la ciudad, que está a dos días de Hattusas, las carreteras hacia Bogazkoy-Hattusas están bajo control. El hecho de que existen vestigios de arquitectura militar y religiosa en la Ciudad Alta en las colinas del oeste, las necesidades de agua y madera se abastecían desde estas colinas." 
Al noreste del Edificio D en el distrito de Tepelerarası se encuentra el Área G. Aquí se ha descubierto un taller, con hallazgos de moldes complejamente tallados. Estos moldes se utilizaban para trabajos de plata fina; igualmente, se han encontrado también grandes cantidades de obsidiana en las cercanías.
Estos hallazgos datan de finales del período hitita medio, la época de Tudhaliya II (o Tudhaliya III según algunos estudiosos). 
Este Tudhaliya II también tenía un nombre hurrita Tasmi-Sarri, al igual que muchos otros reyes hititas de esa época, que también tenían nombres hurritas. Su ceremonia nupcial se menciona en muchas tablillas de Sapinuwa, así como de Hattusa. 
Sapinuwa fue la residencia de Tudhaliya II durante gran parte de su reinado, siendo mencionada en tablillas cuneiformes, incluidos tratados internacionales.
Esto tuvo lugar en la época conocida en la literatura como "invasiones concéntricas", cuando el estado hitita estaba siendo asediado por muchos enemigos en todos los frentes.
En ese momento, los kaskas invadieron repetidamente el territorio hitita, llegando probablemente a saquea Hattusa, lo que propició el traslado de la corte a Sapinuwa. Sin embargo, esta destrucción no está demostrada arqueológicamente ni se menciona en fuentes contemporáneos. 
Sin embargo, Sapinuwa fue incendiada, tras lo cual la corte se trasladó a Samuha. Otras ciudades hititas de la zona, como Tapikka y Sarissa, también fueron destruidas.
Fue en esta época cuando se produjo el ascenso de Arzawa, en Anatolia occidental, como potencia internacional, según se refleja en las cartas de Amarna de Amenhotep III, escritas en lengua hitita.
Suppiluliuma I fue hijo de Tudhaliya II, y ambos pasaron mucho tiempo luchando contra los Kaskas, así como contra Azzi-Hayasa y Arzawa. 

### Papel de los hattianos
Los hititas comúnmente invocaban al dios de la tormenta de Sapinuwa junto al dios de la tormenta de Nerik. El hecho de que la lengua hatti aparezca en el archivo de Sapinuwa mientras que el palaita aparece de forma más puntual; y el hecho de que el nombre de la ciudad tenga sentido en Hatti como teofórico (sapi "dios", Sapinuwa "[tierra] del dios"), nos indica que es probable que los hattianos fundaran Sapinuwa.
Se suele considerar que fue Hattusili I quien destruyó Nerik a mediados del siglo XVII a. C. Por lo que es posible que población hablante de hitita podría haber ocupado Sapinuwa en la misma época.
Oguz Soysal escribe: "Los excavadores de Ortaköy creen que esta ciudad fue una segunda capital de los hititas o una residencia real, durante [...] el Reino hitita medio, ca. finales del siglo XV a. C."  Sin embargo, " La mayoría de los hallazgos epigráficos datan de la última fase del Reino Medio hitita (ca. 1400-1380 a. C.), contemporáneo de Tudhaliya I y el archivo de Maşat Höyük .
Es posible que los Kaskas fueran responsables de los incendios que convirtieron algunos de los materiales en carbón en el siglo XIV a. C. La corte hitita se trasladó entonces a Samuha .

## Further reading
- Süel, Aygül, "The religious significance and sacredness of the Hittite capital city Sapinuwa", STUDIA ASIANA–9–, pp. 101-112, 2014
- Süel, Mustafa, "THE SACRED CITY OF HITTITES: SAPINUWA. THE NEW EXCAVATIONS", STUDIA ASIANA–9–, pp. 113-121, 2014

- Datos: Q3620
- Multimedia: Šapinuwa / Q3620